# Al-Salt
Al-Salt (arap.: السلط) ili As-Salt, poznat i samo kao Salt je drevni grad u zapadnom središnjem Jordanu. Grad Aqaba glavni je grad provincije i guvernije Al Balqā. Smješten je na visoravni Balqa, na pregibu triju brda u blizini doline Jordana, na staroj glavnoj cesti koja vodi od Amana do Jeruzalema. 
Kako nesegregirani razvoj grada Al-Salta u 19. st. odražava toleranciju između muslimana i kršćana koji su razvili tradicije gostoprimstva, urbano tkivo zaštićenih spomenika u gradu je upisano na UNESCO-v popis mjesta svjetske baštine u Aziji 2021. god. pod nazivom „Al-Salt - Mjesto tolerancije i urbane gostoljubivosti”.

## Povijest
Nije poznato kada je grad prvi put naseljen, ali vjeruje se da ga je izgradila makedonska vojska za vrijeme vladavine Aleksandra Velikog. Grad je u bizantsko doba bio poznat kao Saltus (latinski za „šuma”) i bio je sjedište biskupije. U to vrijeme grad se smatrao glavnim naseljem na istočnoj obali rijeke Jordan i bio je važna trgovačka veza između istočne pustinje i zapada. Naselje su uništili Mongoli, a zatim je obnovljeno za vrijeme vladavine mamelučkog sultana Bajbarsa (1260. – 1277.).
Zasigurno ga je sravnio sa zemljom Ibrahim-paša Egipatski tijekom svojih bitaka protiv Osmanlija 1840. godine.
Rimljani, Bizantinci i Mameluci pridonijeli su rastu grada, ali tek krajem 19. i početkom 20. stoljeća, kada su Osmanlije uspostavile regionalno upravno središte u Al-Saltu, i potaknule naseljavanje iz drugih dijelova svog carstva, Al-Salt je doživio svoje najprosperitetnije razdoblje. Tijekom posljednjih 60 godina osmanskog razdoblja, regija je prosperirala dolaskom i naseljavanjem trgovaca iz Nablusa, Sirije i Libanona koji su se obogatili u trgovini, bankarstvu i poljoprivredi. Taj prosperitet privukao je vješte obrtnike iz različitih dijelova regije koji su radili na preobrazbi skromnog seoskog naselja u uspješan grad s prepoznatljivim rasporedom i arhitekturom 
 Od studenog 1956. do siječnja 1957. izraelske snage su zavladale gradom, tijekom Sueske krize.

## Znamenitosti
Čvrsto izgrađen na skupini od triju brežuljaka, Al-Salt ima nekoliko drugih zanimljivih mjesta, uključujući rimske grobnice na periferiji grada. Jedno od tri brda koja ga okružuju, Jabal al-Qal'a, mjesto je ruševne tvrđave Ayyubid iz 13. stoljeća, izgrađene na ruševinama rimske ili bizantske citadele, koju je izgradio Al-Mu'azzam Isa, Saladinov nećak, ubrzo nakon 1198. godine.
Arhitekturu Al-Salta karakteriziraju velike javne zgrade i obiteljske rezidencije izgrađene od lokalnog žutog vapnenca iz Osmanskog razdoblja. Urbana jezgra mjesta uključuje otprilike 650 značajnih povijesnih zgrada koje predstavljaju mješavinu europskog secesijskog i neokolonijalnog stila u kombinaciji s lokalnim tradicijama. Nesegregirani razvoj grada izražava toleranciju između muslimana i kršćana koji su razvili tradicije gostoprimstva, što se očituje u madafama (pansionima, poznatim kao dawaween) i sustavu socijalne skrbi poznatom kao Takaful Ijtimai'. Ovi opipljivi i nematerijalni aspekti nastali su spajanjem ruralnih tradicija i praksi građanskih trgovaca i obrtnika tijekom zlatnog doba razvoja As-Salta između 1860-ih i 1920-ih.
Osmanske vile od žutog pješčenjaka obično imaju kupolaste krovove, unutarnja dvorišta i karakteristične visoke, lučne prozore. Možda najljepša je vila Abu Jaber, izgrađena između 1892. i 1906. godine, koja ima freske na stropovima koje su oslikali talijanski umjetnici i slovi za najbolji primjer trgovačke kuće iz 19. stoljeća u regiji.
- Panorama Al-Salta s Velikom džamijom u središtu
- Pravoslavna crkva sv. Juraja (al-Khader)
- Katolička Crkva sv. Marije
- Pogled na Al-Salt s razine ulice
- Grobnica proroka Šuaiba, blizu Al-Salta[4]

## Vanjske poveznice
|  | Zajednički poslužitelj ima još gradiva o temi Al-Salt |

- Arhivske fotografije soli u Američkom istraživačkom centru (engl.)